# Saccardinula
Saccardinula es un género de hongos en la familia Elsinoaceae.